# Wilfried Peffgen
Wilfried Peffgen, né le 1er octobre 1942 à Cologne, et mort le 11 mai 2021, est un ancien coureur cycliste allemand. Professionnel de 1965 à 1983, il s'est principalement illustré sur piste, remportant trois titres de champion du monde de demi-fond (1976, 1978, 1980) et seize courses de six jours (dont 13 avec Albert Fritz). Il a également été  champion d'Allemagne sur route en 1968 et vainqueur d'étape du Tour d'Espagne 1968.

## Palmarès sur piste

### Championnats du monde
- Monteroni 1976
  -  Champion du monde de demi-fond
- San Cristóbal 1977
  -  Médaillé d'argent du demi-fond
- Munich 1978
  -  Champion du monde de demi-fond
- Amsterdam 1979
  -  Médaillé d'argent du demi-fond
- Besançon 1980
  -  Champion du monde de demi-fond
- Brno 1981
  -  Médaillé de bronze du demi-fond
- Leicester 1982
  -  Médaillé d'argent du demi-fond

### Six Jours
- 1972 : Münster (avec Albert Fritz), Zurich (avec Albert Fritz, Graeme Gilmore)
- 1973 : Münster (avec Albert Fritz)
- 1975 : Cologne (avec Albert Fritz)
- 1976 : Herning, Münster, Zurich (avec Albert Fritz), Cologne (avec Dieter Kemper)
- 1977 : Brême (avec Albert Fritz)
- 1978 : Brême, Münster, Cologne (avec Albert Fritz)
- 1979 : Münster (avec Albert Fritz), Groningue (avec René Pijnen)
- 1980 : Anvers (René Pijnen et Roger De Vlaeminck)
- 1982 : Cologne (avec Albert Fritz)

### Championnats d'Europe
| - 1971 - Champion d'Europe de l'américaine (avec Sigi Renz) - Médaillé de bronze de l'américaine - 1973 - Champion d'Europe de l'américaine (avec Sigi Renz) - Médaillé de bronze de l'américaine - 1974 - Médaillé de bronze du demi-fond - 1976 - Champion d'Europe de demi-fond - 1977 - Champion d'Europe de demi-fond - Médaillé de bronze de l'américaine | - 1978 - Champion d'Europe de demi-fond - 1979 - Champion d'Europe de demi-fond - 1980 - Champion d'Europe de demi-fond - 1981 - Champion d'Europe de demi-fond - Médaillé de bronze du demi-fond - Médaillé de bronze de l'américaine - 1982 - Médaillé de bronze du demi-fond |  |

### Championnats d'Allemagne
| - 1967 - 2e de l'américaine - 1977 - Champion d'Allemagne de l'américaine (avec Albert Fritz) - 1978 - 2e du demi-fond | - 1979 - Champion d'Allemagne de demi-fond - 1981 - Champion d'Allemagne de l'américaine (avec Horst Schütz) - 1982 - 2e du demi-fond |  |

## Palmarès sur route

### Par année
| - 1959 - Champion d'Allemagne sur route juniors - 1964 - Tour de Cologne amateurs - 3e étape du Berliner Etappenfahrt - 2e du championnat d'Allemagne sur route amateurs - 6e de la course en ligne des Jeux olympiques - 1965 - Champion d'Allemagne sur route amateurs - 1re étape du Tour de l'Avenir - 7e du championnat du monde sur route amateurs - 1966 - Grand Prix du canton d'Argovie - 2e étape du Tour of the South West - 3e du championnat d'Allemagne sur route | - 1968 - 7e étape du Tour d'Espagne - 1969 - 2e du championnat d'Allemagne sur route - 3e du Grand Prix Beeckman-De Caluwé - 1972 - Champion d'Allemagne sur route - 2e du GP Union Dortmund - 1973 - 4ea étape du Tour de Majorque |  |

### Résultats sur les grands tours

#### Tour de France
4 participations
- 1967 : abandon (13e étape)
- 1969 : 52e
- 1972 : 63e
- 1973 : abandon (5e étape)

### Tour d'Espagne
1 participation
- 1968 : 22e, vainqueur de la 7e étape

### Tour d'Italie
2 participations
- 1968 : 50e
- 1970 : abandon